# حمام سیبه
حمام سیبه نام گرمابه‌ای تاریخی در روستای کوخرد (مرکز بخش کوخرد) واقع در بخش کوخرد شهرستان بستک در غرب استان هرمزگان، از آثارهای تاریخی و از نقاط دیدنی استان هرمزگان در جنوب ایران است.

## پیشینه
درحال بررسی

## شهرسیبه
بنا به نظر عامیانه مردمان شهر قدیمی و بزرگ سیبه در پی سیلی که از آبراه‌های کوه‌های شمال سیبه یعنی درواه شمو به راه افتاده بود ناچار به ترک سیبه شدند و بازماندگان آنان دهستان کوخرد را بنیاد نهادند. گرمابه سیبه نیز از آثار همان مردمان است.

## آثار باستانی
حمام سیبه به صورت برکه‌ای سربسته با شیارهایی در اطراف آن در زیر زمین مدفون بوده که با آمدن باران بخشی از این سازه قدیمی و تاریخی و یکی از بناهای مهم تاریخی کوخرد از زیر خاک آشکار می‌شود.
دور تا دور حمام سیبه عمق دایره مانندی دارد که باران آن را مشخص کرده‌است. در عمق زمین به اندازه ۳ متر ساختمان و سقف حمام بوده‌است که اگر دور تا دور این ساختمان برداشته شود گرمابه به صورت کامل پیدا می‌شود و نما و جلوه‌ای از آثار قدیم را به معرض تماشا می‌گذارد.

## اهمیت حمام سیبه
حمام سیبه برای کوخرد و شهرستان بستک و منطقه حائز اهمیتی بسیار است، دربارهٔ بازسازی این گرمابه صحبتهایی مطرح شده‌است.